# Filippo Palizzi
Filippo Palizzi (Vasto, 16 giugno 1818 – Napoli, 11 settembre 1899) è stato un pittore italiano, nativo dell'Abruzzo, ma di formazione napoletana. Fu uno dei maggiori artisti italiani della seconda metà del XIX secolo e uno degli esponenti più originali del verismo in pittura.

## Biografia

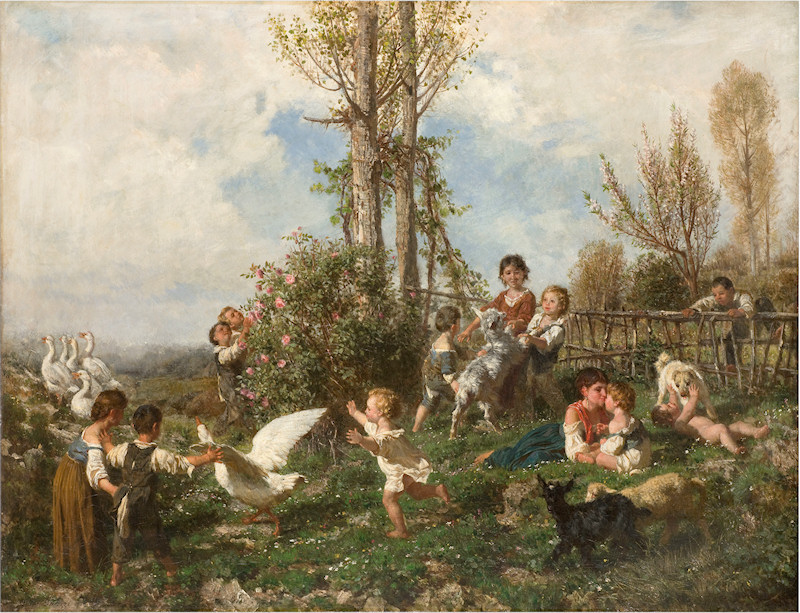
La primavera, 1868 (Fondazione Cariplo)

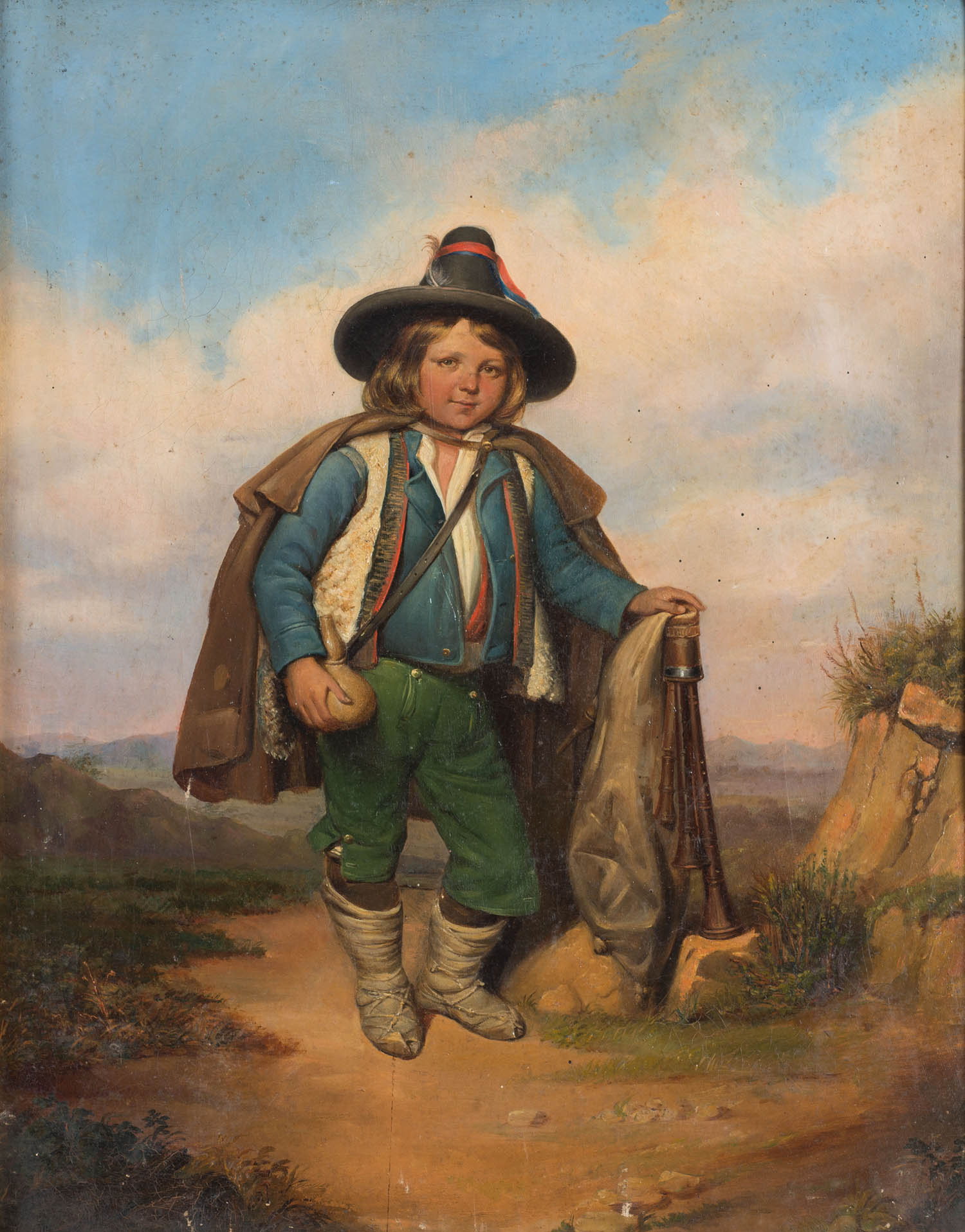
Pastorello Abruzzese, olio su tela, 65x51 cm, Collezione privata

Filippo Palizzi nacque a Vasto il 16 giugno 1818, quinto di tredici figli. Il padre era stato avvocato, poi si era impiegato.
Nel 1836 Filippo poté raggiungere il fratello Giuseppe a Napoli e l'anno seguente fu ammesso alla Reale Accademia di belle arti di Napoli.. Quando Filippo arrivò all'Accademia, la cattedra di paesaggio era tenuta da Gabriele Smargiassi, proveniente da una benestante famiglia reazionaria di Vasto, in conflitto con la famiglia Palizzi, di idee carbonare. Anche per divergenze artistiche, Filippo abbandonò l'Accademia qualche mese dopo la sua ammissione; i motivi di tale scelta furono esplicitati anni dopo, intorno al 1862, in un saggio polemico dal titolo Un artista fatto dall'Istituto di Belle Arti, scritto subito dopo aver abbandonato una commissione incaricata di riformare l'Istituto.
Abbandonata l'Accademia, Filippo iniziò a frequentare lo studio del pittore abruzzese Giuseppe Bonolis, che indirizzava i suoi allievi allo studio del vero. Insoddisfatto, intraprese uno studio personale sul tema "ritrarre animali dal vero". Nel 1839 espose per la prima volta un quadro nell'esposizione biennale al Reale Museo borbonico, uno Studio di animali, n. 152 del catalogo, che venne acquistato dalla duchessa di Berry. Il 25 ottobre 1842 intraprese il suo primo viaggio all'estero, fino a Galați, chiamato dal principe Maronsi per insegnare pittura al figlio, in Asia Minore. Dopo due anni Filippo tornò a Napoli. S'interessò agli avvenimenti risorgimentali nel regno delle Due Sicilie intorno al 1848, come manifestato dai dipinti Sera del 18 febbraio 1848 a Napoli e Barricate del 15 maggio 1848.

### Usi e costumi di Napoli

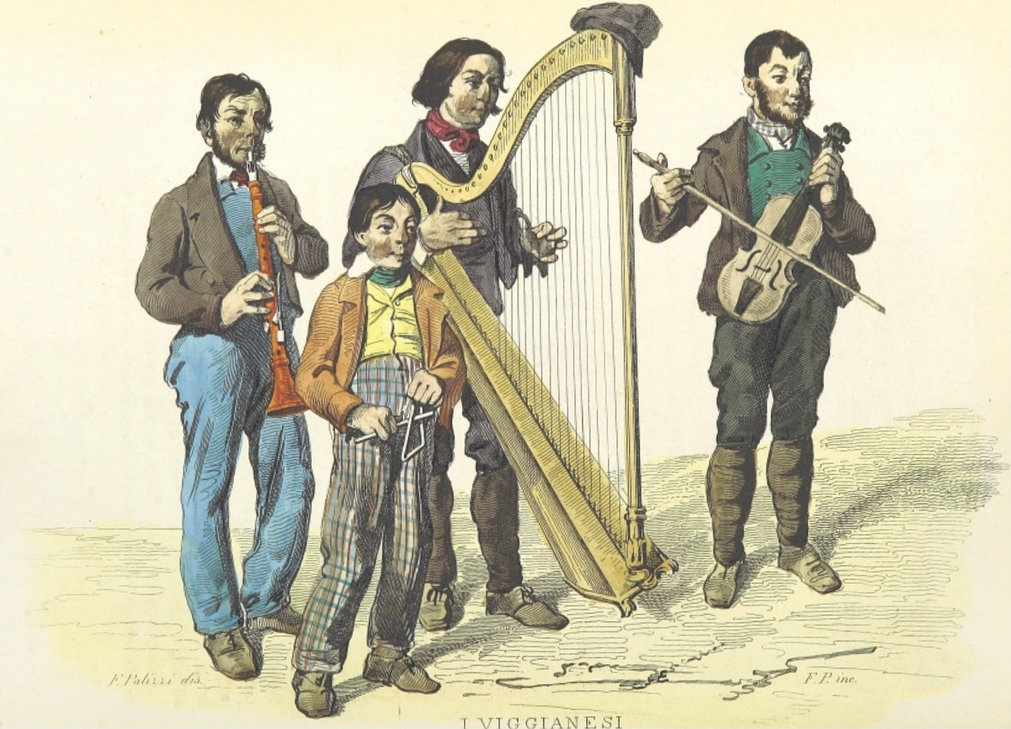
I viggianesi, da Usi e costumi di Napoli e contorni descritti e dipinti, F. Palizzi dis, F. P. inc

Nei primi anni Cinquanta Filippo meritò una medaglia d'argento, ex aequo con l'Achille Vertunni, dall'Accademia di belle arti di Napoli e uno stipendio che permetteva ai due pittori di studiare a Roma. Francesco De Bourcard, editore svizzero amante di Napoli, ideò una raccolta di acqueforti, tirate a torchio e colorate a mano, che raffiguravano scene di vita popolare napoletana, Usi e costumi di Napoli e contorni descritti e dipinti. De Bourcard si interessò della parte letteraria, mentre il Palizzi con altri pittori e disegnatori, si occupò di quella artistica. Si trattava di testi cui si accompagnavano cento litografie (di cui lui ne realizzò 49), in tiratura limitata di 100 copie. La raccolta diventò subito introvabile e ancora oggi è impresa ardua riunire tutte le tavole, per una mostra.
Nel 1855 si recò dal fratello Giuseppe a Parigi, in vista dell'Esposizione universale. Qui Filippo conobbe artisti francesi, tra cui paesaggisti della scuola di Barbizon. Al ritorno dalla Francia Palizzi a Firenze incontrò Giovanni Fattori e altri pittori che avrebbero dato vita al movimento dei macchiaioli, ai quali mostrò gli studi dei barbizonniers che aveva portato dal recente viaggio a Parigi.

### Dopo l'unità d'Italia

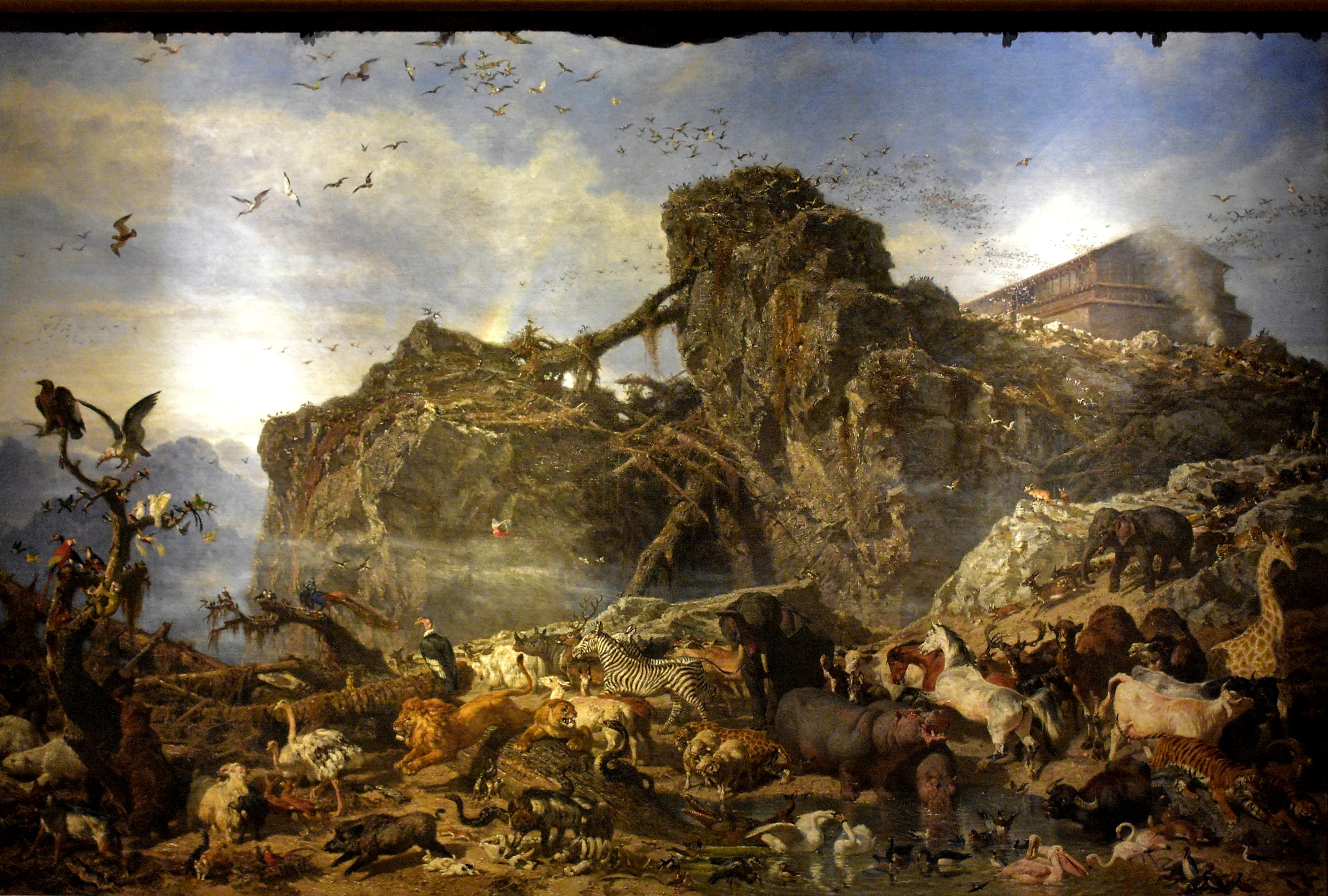
Dopo il diluvio

Criticò la prima Esposizione Nazionale di Firenze del 1861, commentandola in una lettera all'amico Eleuterio Pagliano, del 28 ottobre 1861:
L'Esposizione è un caos di Passato, Presente e Avvenire. Di opere buone poche, di mediocri molte, di pessime moltissime.
 Nel 1864 fondò, insieme all'incisore siciliano Saro Cucinotta, il giornale L'arte moderna, dal sottotitolo Foglio da pubblicarsi finché non si sciolga il Reale Istituto di belle arti.
Nel 1867 in occasione dell'Esposizione Universale di Parigi, presentò sei dipinti, tra cui il Dopo il diluvio, commissionato nel 1861 da Vittorio Emanuele II e che ebbe un lungo periodo di incubazione, durante il quale il pittore dubitò di riuscire a realizzarlo. L'opera riscosse immediatamente un inatteso successo. La morte dei fratelli Nicola e Francesco Paolo, nel 1870 e nel 1871, segnarono il pittore vastese, che diventò solitario e scontroso, ma che continuò a dipingere, ritirato nel suo studio. Si recò a Vienna nel 1873, come giurato per l'Esposizione Universale.
Nel 1878 Filippo si lasciò convincere da Francesco De Sanctis ministro della Pubblica Istruzione e da Morelli ad assumere la presidenza del Real Istituto di belle arti di Napoli, con lo scopo di riformarlo e di rendere i metodi di insegnamento al passo coi tempi. Affrontò con impegno l'indisciplina degli alunni, la fiacchezza dell'insegnamento, l'anarchia del personale e il disordine amministrativo. Vennero istituite nuove materie, tra cui anatomia e studio delle piante, e vennero assunti due nuovi insegnanti. Nel 1880 chiese le dimissioni, che vennero inizialmente rifiutate, venendo accettate l'anno successivo.
Il 24 ottobre 1881, su proposta del Morelli, ottenne la direzione dei Museo Artistico Industriale di Napoli e diede inizio all'officina di ceramica. Nel 1891 Filippo Palizzi accettò di tornare alla presidenza dell'istituto di Belle Arti, per un quinquennio, convinto dall'allora ministro della Pubblica istruzione Pasquale Villari. Nel 1896 il suo ruolo di presidente venne rinnovato per altri cinque anni.
L'11 settembre 1899 a Napoli Filippo Palizzi morì, all'età di ottantuno anni.

## Stile e opere
Rappresenta con il fratello Giuseppe, il primo tentativo di un indirizzo verista nella pittura italiana dell'Ottocento.
Sulla scia della Scuola di Posillipo e di una spontanea inclinazione orientò il suo lavoro verso una dettagliata osservazione del vero.
Fu tra i primi pittori a interessarsi di fotografia e a praticarla, sulla base di conoscenze tecniche molto approfondite. Sappiamo infatti che fin dall'inizio degli anni cinquanta era in grado di preparare da solo le lastre fotografiche e utilizzava normalmente le immagini fotografiche, proprie o di altri, come modello per i suoi dipinti. Dalle sue lettere sappiamo che condivise la pratica con tutti i suoi fratelli.
Il suo stile, affine a quello del fratello che si formò indipendentemente da lui, si orientò verso una tecnica più minuta e statica, con dipinti di piccole vedute e angoli rustici dei dintorni di Napoli. Fu definito anche "il pittore degli animali".
Sue opere sono conservate a Roma (Galleria nazionale d'arte moderna e contemporanea), a Napoli (Accademia di belle arti di Napoli, Museo Nazionale di Capodimonte, Palazzo Reale), a Milano (Galleria Carruti), a Vasto (Museo civico), a Lucera (Pinacoteca Comunale presso Ex Convento del SS. Salvatore), a Giulianova (Pinacoteca civica Vincenzo Bindi), a Genova (Raccolte Frugone in Villa Grimaldi, Nervi). Nella Galleria d'arte moderna di Roma esiste una "sala Palizzi" a lui dedicata, dove è collocato un busto modellato in suo onore dallo scultore Achille D'Orsi.
La Galleria dell'Accademia di belle arti di Napoli possiede 120 opere di Filippo Palizzi, da lui donate nel 1898. Si tratta di 116 oli su tela, di un pastello e di tre disegni. Si tratta della più numerosa collezione di opere di questo pittore. Di particolare interesse, per lo studio della genesi di molte sue opere, sono le cinque tele che contengono una serie di schizzi ad olio, ripresi dal veroː animali, contadini, soldati, l'arcobaleno.
Al M.A.I. (Museo Artistico Industriale) dell'Istituto d'Arte di Napoli (piazza Salazar, 6) esiste una vasta campionatura della sua opera in ceramicaː maioliche policrome, elaborate quali modelli operativi, per gli allievi delle Scuole-Officine della ceramica. Ebbe anche influsso sulla modellistica dei gioielli della Scuola-officina dei metalli. Ciò nell'ambito del "Sogno del Principe" di Gaetano Filangieri, principe di Satriano, che fondò nel 1882 il Museo Scuole-Officina napoletano, insieme con Domenico Morelli e Filippo Palizzi.

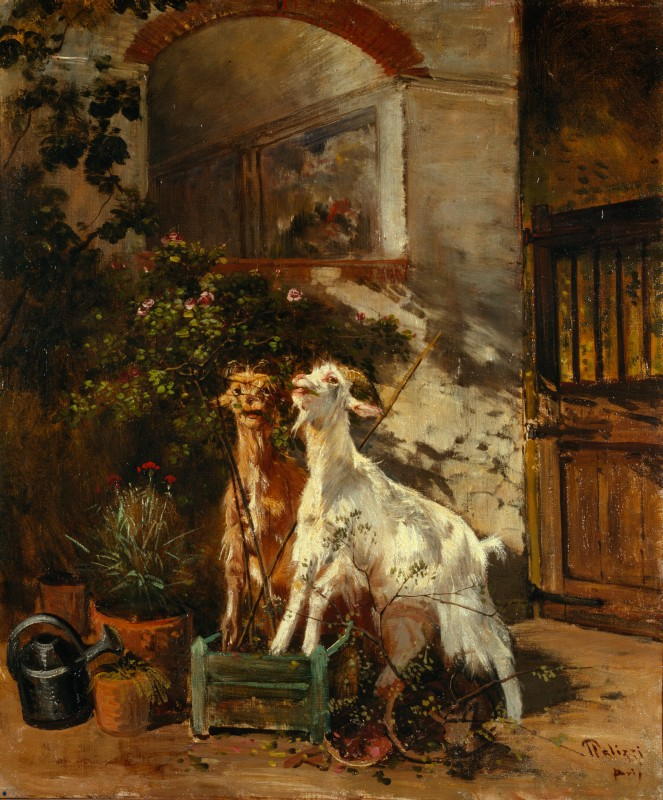
Capre che brucano un cespuglio di rose

Molte sue opere, insieme a quelle dei fratelli Nicola e Francesco Paolo, sono conservate nella Galleria d'arte moderna "F. Palizzi" nei musei civici del palazzo d'Avalos a Vasto. Spicca l'Ecce Homo, di cui si conserva il cartone preparatorio.
Tre tele del ciclo Predicazione di San Francesco Saverio nelle Indie - Madonna Addolorata- Martirio di Santa Cordula, si conservano nella chiesa di Santa Chiara a Lanciano, con una tela attribuita a Teresa Palomba di Napoli.

## Omaggi
Il comune di Vasto gli ha intitolato il corso di Porta Nuova e la Pinacoteca d'arte moderna dei Musei di Palazzo d'Avalos.

## Scritti
- Relazione dei signori Filippo Palizzi e Cesare Mariani sulla pittura, s.l., s.e., 1873.